# Madeira Andebol SAD
Le Madeira Andebol SAD (anciennement Academico Funchal jusqu'en 1998) est un club portugais de handball basé à Funchal.

## Palmarès
section masculine
- Champion du Portugal en 2005

section féminine
- Champion du Portugal en 1998, 1999, 2000, 2001, 2002, 2003, 2004, 2005, 2006, 2007, 2008, 2009, 2012, 2016, 2018, 2021

## Joueuses historiques
- Alexandrina Barbosa (2003-2005)
- Ana de Sousa (2004-2006)